# Condado de Cedar (Nebraska)
O Condado de Cedar é um dos 93 condados do estado norte-americano de Nebraska. A sede do condado é Hartington, que é também a sua maior cidade. O condado tem uma área de 1932 km² (dos quais 16 km² estão cobertos por água), uma população de 9615 habitantes, e uma densidade populacional de 5,0 hab/km² (segundo o censo nacional de 2000). O condado foi fundado em 1855 e o seu nome provém do grande número de cedros (cedar) que existem na zona.